# ByKolles Racing
Pour les articles homonymes, voir Kolles.
ByKolles Racing (actuellement engagée en WEC sous la dénomination Floyd Vanwall Racing Team ; anciennement Kolles Racing, Kolles, Lotus Praga LMP2, Lotus LMP et Kodewa GmbH) est une écurie austro-roumaine de sport automobile, basée à Greding en Allemagne, créée par Colin et Romulus Kolles en 2000.
En 2009, elle participe au championnat Le Mans Series, ainsi qu'aux 24 Heures du Mans dans la catégorie LMP1. L'année suivante, faute d'un budget suffisant elle ne participe qu'aux 24 Heures du Mans. Après quelques années d'absence en compétition, l'écurie, renommée Lotus LMP, participe au Championnat du monde d'endurance FIA en 2012 et 2013 dans la catégorie LMP2. En 2014 (début à la mi-saison), l'écurie revient dans la catégorie LMP1 avec un prototype de sa conception : la CLM P1/01.
Au cours de son existence, l'écurie change de nombreuses fois de partenaires financiers, ce qui a pour incidence de faire évoluer sa nationalité sportive. D'abord allemande de 2000 à 2013, puis allemando-roumanio-tchèque de 2013 à 2014, l'écurie bat pavillon autrichien depuis 2015.

## Histoire
L'écurie fut créée en 2000 sous le nom de Kolles Racing, par Romulus Kolles, ancien dentiste de Nicolae Ceaușescu, et son fils Colin afin de participer à la Formule 3 allemande. L'équipe participa ensuite à la Formule 3 Euro Series.

### Deutsche Tourenwagen Masters avec Audi

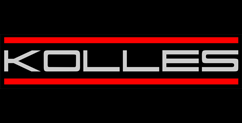
L'un des logos de l'écurie, utilisé dans les années 2000.

En 2009, l'écurie Kolles engage deux Audi A4 DTM dans leur version 2007 dans le championnat allemand de super tourisme Deutsche Tourenwagen Masters. Pour le moment, le pilote danois Christian Bakkerud est le seul pilote confirmé dans un des deux baquets. Colin Kolles s'exprime sur la titularisation du Danois : « Markus, Katherine et Alexandre sont la preuve flagrante que concourir avec une voiture qui n’est pas de la dernière génération peut s’avérer payant et que cet apprentissage peut être utilisé comme un tremplin pour s’assurer le volant d’une voiture plus récente. Nous serions ravis que Christian marche sur les traces de ses prédécesseurs ». Le danois est également titulaire pour piloter l'une des deux Audi R10 TDI enagées pour la saison d'endurance.

### Le Mans Series et 24 Heures du Mans en LMP1 avec Audi (2009-2010)
Le 26 février 2009, la conférence de presse des 24 Heures du Mans 2009 a lieu et Kolles Racing figure sur la liste des engagés, avec deux Audi R10 TDI. Les deux premiers pilotes titularisés sont Christian Bakkerud et le britannique Andy Meyrick. En 2008, Meyrick a disputé la saison de Formule 3 britannique, il s'exprime sur son passage d'une monoplace à un prototype : « J’ai testé l’auto la semaine passée en Allemagne pour la première fois. C’est totalement différent de la monoplace, mais je dois dire que le team est fantastique et il me faut encore apprendre le fait de rouler avec un équipier. C’est une auto emblématique qui a un record inégalé et je suis totalement impatient de faire mes débuts en Le Mans Series à Barcelone le mois prochain ».
En 2009, Kolles Racing s'engage en Le Mans Series ainsi qu'aux 24 Heures du Mans avec deux Audi R10 TDI. Pour l'année 2010, toujours avec deux Audi R10 TDI, l'écurie participe aux 24 Heures du Mans.

### Championnat du monde d'endurance FIA en LMP2 (2012-2013)
L'écurie s’engagea par la suite en Championnat du monde d'endurance FIA avec une Lola B12/80 dans la catégorie LMP2 en 2012, puis, en 2013, avec une Lotus T128 conçue par le bureau d'études ADESS.

### Championnat du monde d'endurance FIA en LMP1 (2014-2019)
En 2014, l'écurie passe en LMP1-L avec une Lotus P1/01 qui est renommée CLM P1/01 à la fin de l'année. La perte du soutien de Lotus s'accompagne du changement de nom de l'écurie, de Kodewa GmbH à ByKolles Racing.